# Rhysida ceylonica
Rhysida ceylonica är en mångfotingart som beskrevs av Gravely 1912. Rhysida ceylonica ingår i släktet Rhysida och familjen Scolopendridae.
Artens utbredningsområde är Sri Lanka. Inga underarter finns listade i Catalogue of Life.